# NGC 7645
NGC 7645 is een balkspiraalstelsel in het sterrenbeeld Beeldhouwer. Het hemelobject werd op 27 september 1834 ontdekt door de Britse astronoom John Herschel.

## Synoniemen
- ESO 470-3
- MCG -5-55-7
- PGC 71314